# Daphnopsis
Daphnopsis är ett släkte av tibastväxter. Daphnopsis ingår i familjen tibastväxter.

## Bildgalleri

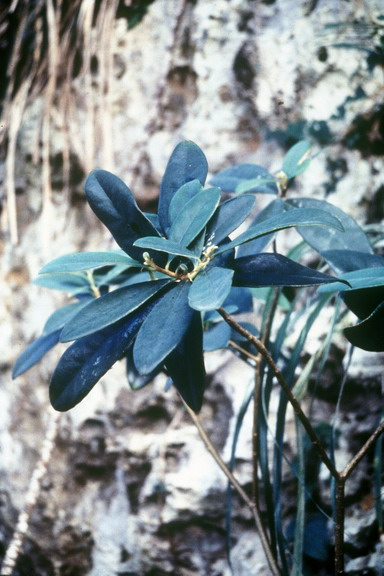
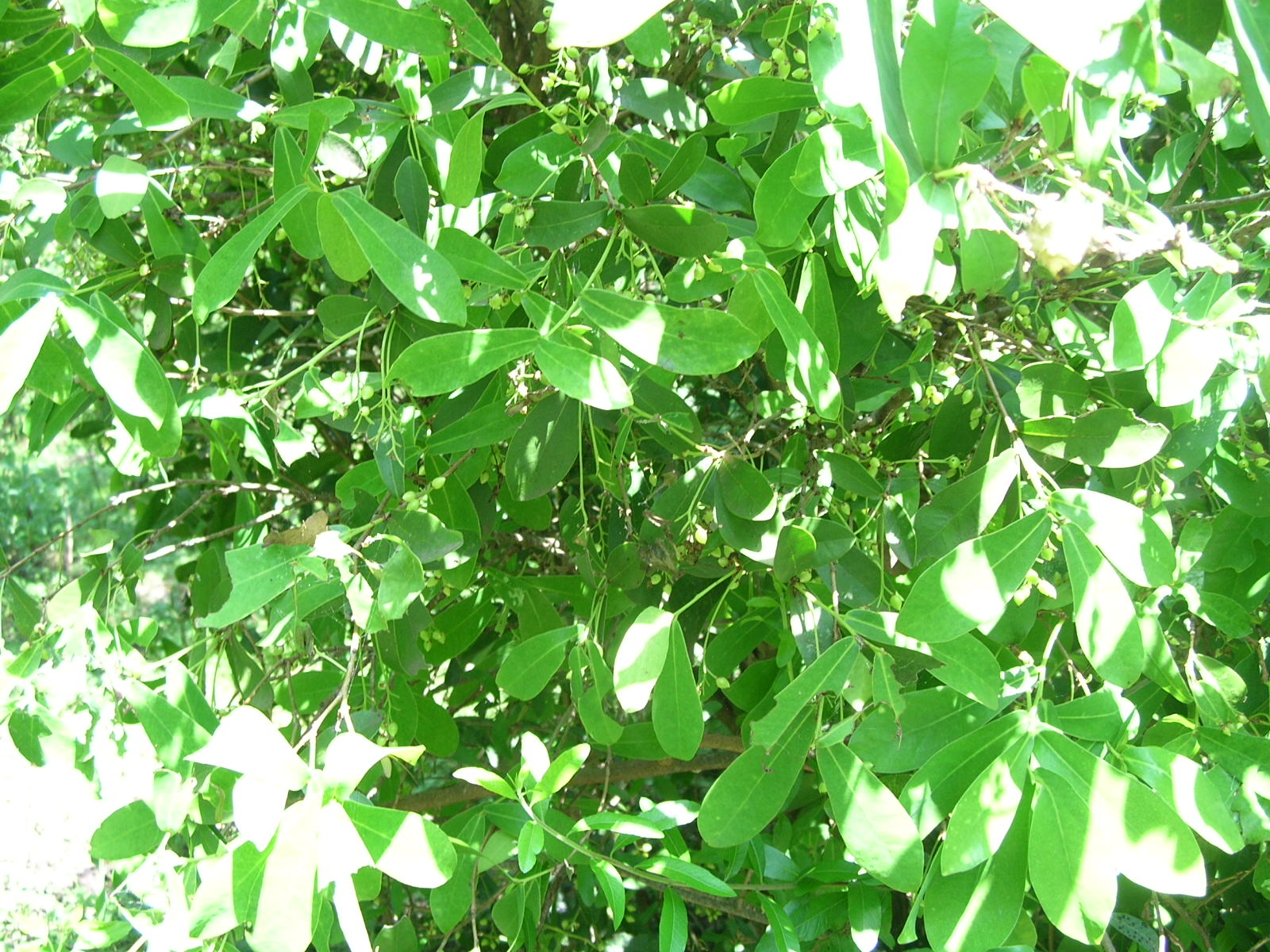
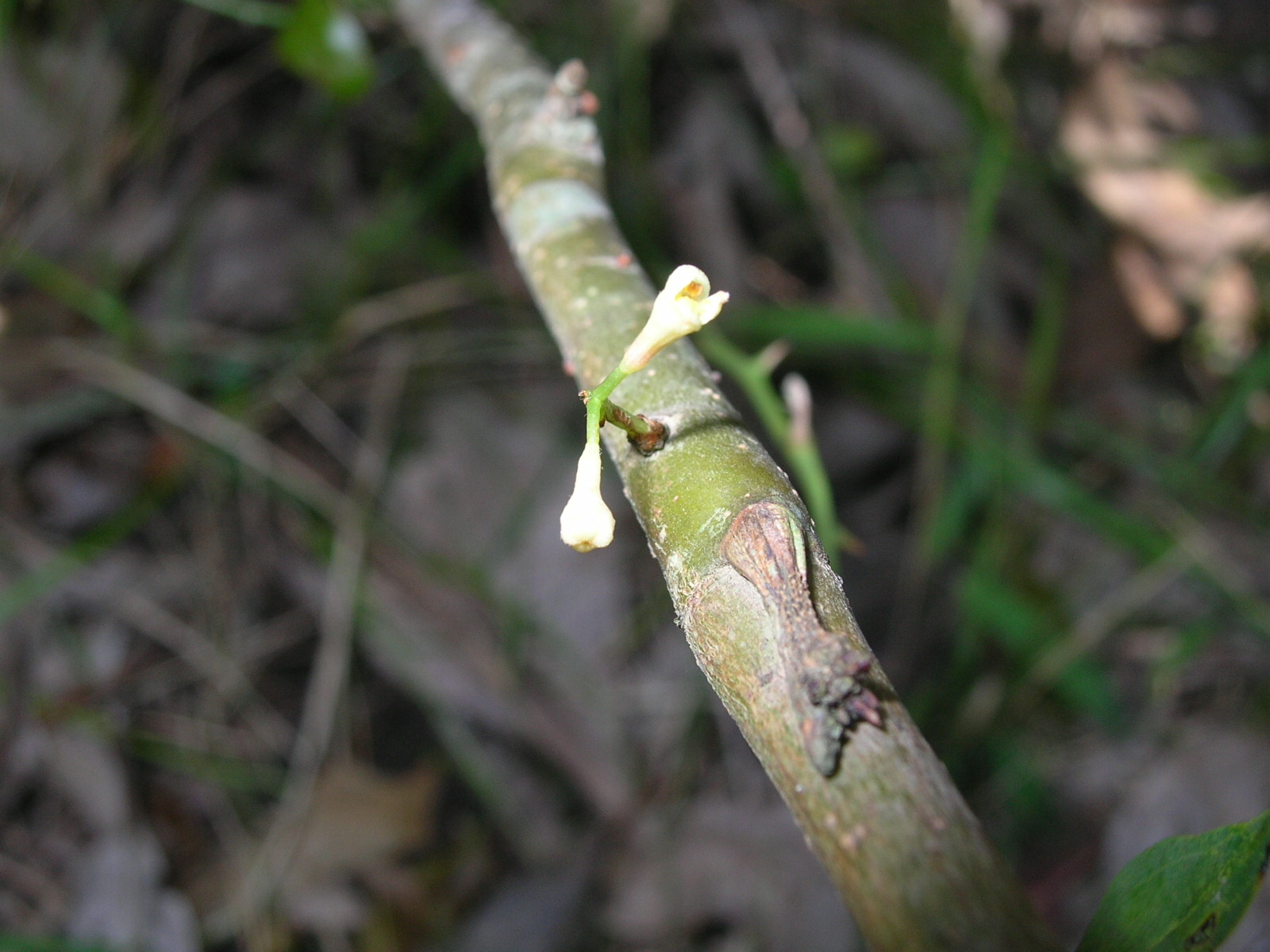
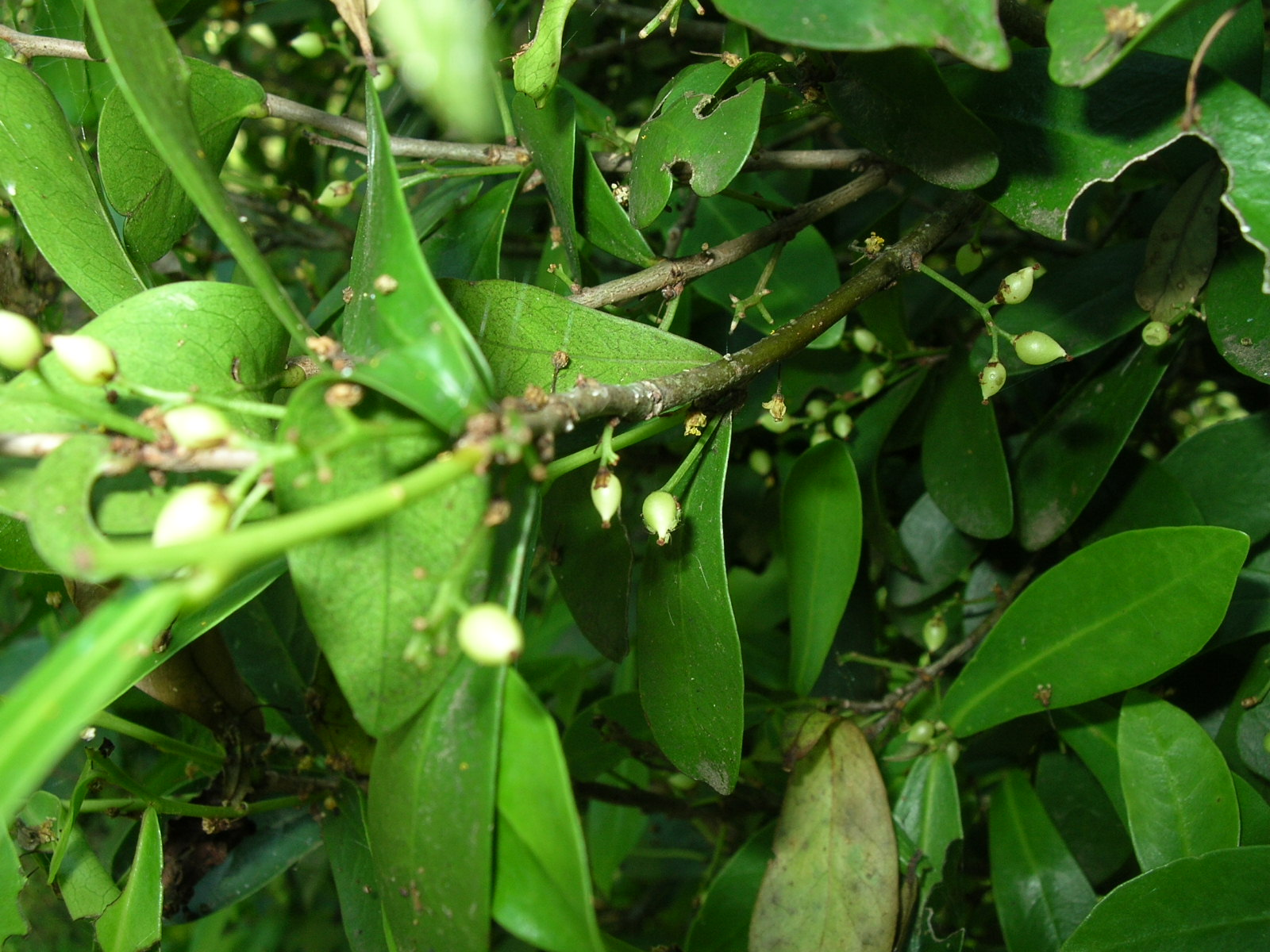
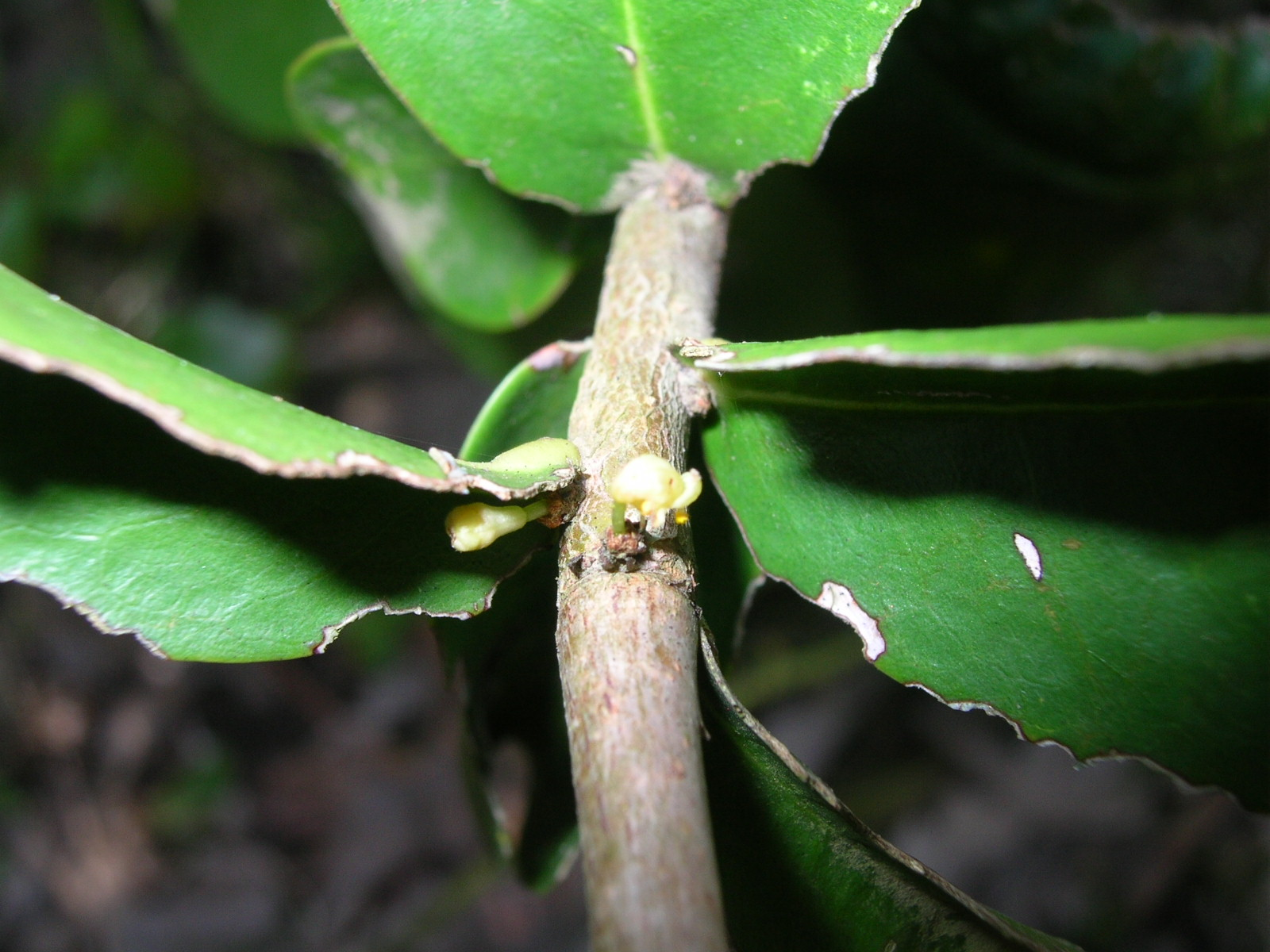
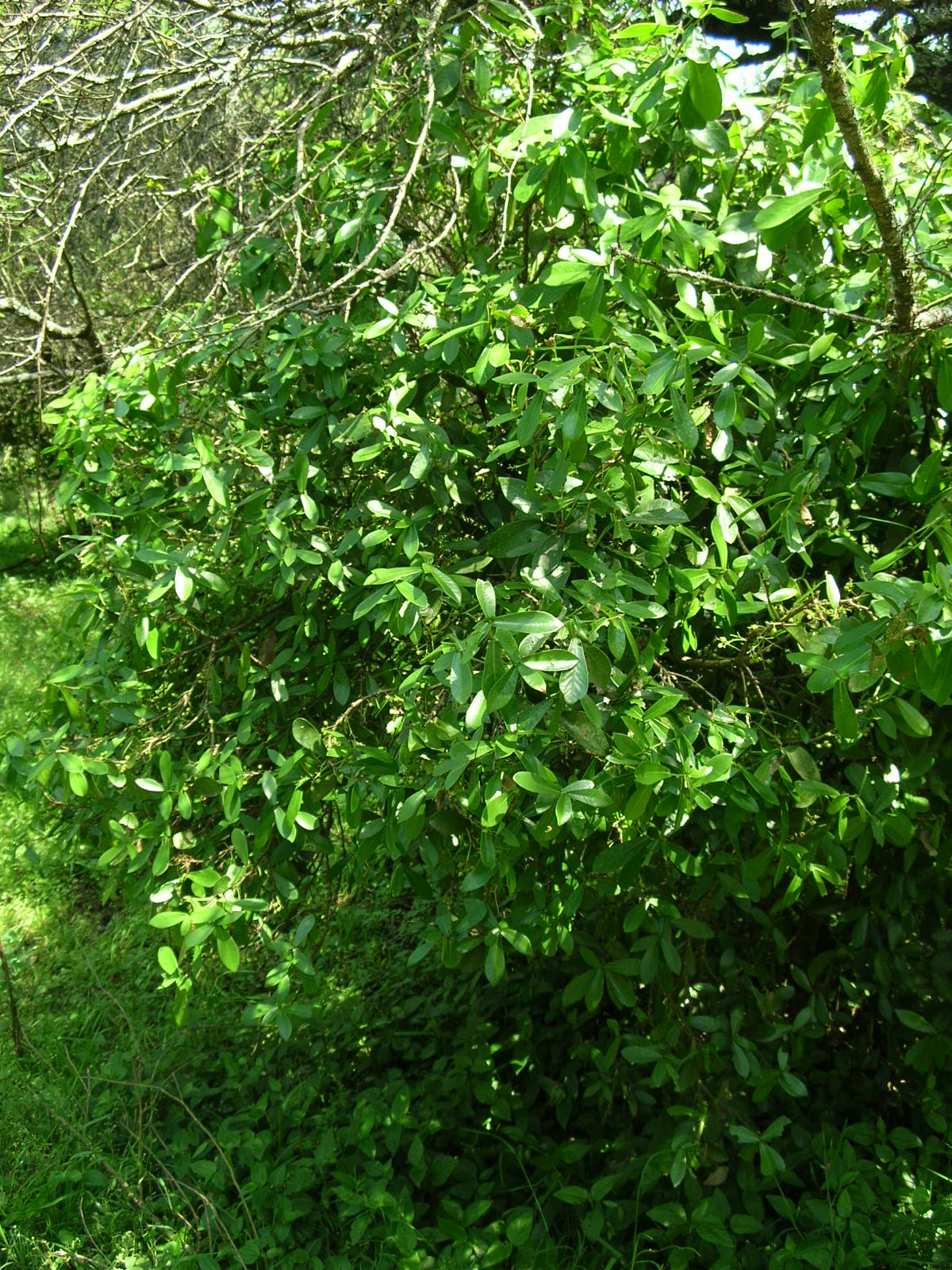

## Dottertaxa tillDaphnopsis, i alfabetisk ordning[1]
- Daphnopsis alainii
- Daphnopsis alpestris
- Daphnopsis americana
- Daphnopsis angustifolia
- Daphnopsis anomala
- Daphnopsis bissei
- Daphnopsis boliviana
- Daphnopsis brasiliensis
- Daphnopsis brevifolia
- Daphnopsis calcicola
- Daphnopsis caracasana
- Daphnopsis coriacea
- Daphnopsis correae
- Daphnopsis costaricensis
- Daphnopsis crassifolia
- Daphnopsis crispotomentosa
- Daphnopsis cuneata
- Daphnopsis dircoides
- Daphnopsis ekmanii
- Daphnopsis equatorialis
- Daphnopsis espinosae
- Daphnopsis fasciculata
- Daphnopsis ficina
- Daphnopsis filipedunculata
- Daphnopsis flavida
- Daphnopsis folsomii
- Daphnopsis gemmiflora
- Daphnopsis grandis
- Daphnopsis granitica
- Daphnopsis granvillei
- Daphnopsis guacacoa
- Daphnopsis guaiquinimae
- Daphnopsis hammelii
- Daphnopsis helleriana
- Daphnopsis hispaniolica
- Daphnopsis lagunae
- Daphnopsis liebmannii
- Daphnopsis longipedunculata
- Daphnopsis macrocarpa
- Daphnopsis macrophylla
- Daphnopsis martii
- Daphnopsis megacarpa
- Daphnopsis mexiae
- Daphnopsis mollis
- Daphnopsis monocephala
- Daphnopsis morii
- Daphnopsis nevlingiana
- Daphnopsis nevlingii
- Daphnopsis oblongifolia
- Daphnopsis occidentalis
- Daphnopsis occulta
- Daphnopsis pavonii
- Daphnopsis perplexa
- Daphnopsis peruviensis
- Daphnopsis philippiana
- Daphnopsis pseudosalix
- Daphnopsis punctulata
- Daphnopsis purdiei
- Daphnopsis purpusii
- Daphnopsis racemosa
- Daphnopsis radiata
- Daphnopsis sanctae-teresae
- Daphnopsis schwackeana
- Daphnopsis selerorum
- Daphnopsis sellowiana
- Daphnopsis steyermarkii
- Daphnopsis strigillosa
- Daphnopsis tuerckheimiana
- Daphnopsis utilis
- Daphnopsis weberbaueri
- Daphnopsis witsbergeri
- Daphnopsis zamorensis